# Gaspar de Rocafull
Gaspar de Rocafull Boil y Mercader (Albatera, c. 1595-1665) fue un noble español, destacado miembro del Consejo Supremo de la Corona de Aragón y primer conde de Albatera.
Hijo de Ramón de Rocafull Boil y Puixmarín, señor de Bétera y séptimo señor de Albatera. Fue nombrado gentilhombre de boca de Felipe IV en 1624 y consejero de capa y espada del Consejo de Aragón desde 1646 hasta su fallecimiento, siendo el primero para tal fin del cupo de consejeros del reino de Valencia desde las Cortes de Valencia de 1645. Gozó de la plena confianza de Felipe IV, —a quien sobrevivió pocas semanas— y el monarca le otorgó el título de conde de Albatera el 26 de noviembre de 1628. Casado con Juana de Rocafull Puigmarín, tuvieron dos hijos: Ramón de Rocafull Puixmarían, que heredaría el título de conde de Albatera, y Alonso Rocafull Puixmarín.